# Pseudoryzomys simplex
Pseudoryzomys simplex is een knaagdier uit de groep van de rijstratten (Oryzomyini) dat voorkomt in het zuidoosten van Zuid-Amerika. Deze soort is de enige in het geslacht Pseudoryzomys en is het nauwste verwant aan de grote Zuid-Amerikaanse ratten Holochilus en Lundomys. Het is een middelgrote soort met een grijsbruine vacht.

## Geschiedenis en verwantschappen
P. simplex werd voor het eerst beschreven door de Deense zoöloog Herluf Winge in 1887. Winge gebruikte voor deze beschrijving het materiaal dat Peter Wilhelm Lund gedurende vele jaren in de grotten van Lagoa Santa (Minas Gerais, Brazilië) had verzameld. Winge beschreef de soort als Hesperomys simplex en plaatste hem in hetzelfde geslacht als twee soorten van Calomys en Lundomys molitor. Net als de meeste soorten die Winge beschreef werd ook H. simplex toen lange tijd grotendeels genegeerd, maar vanaf 1952 werd de naam "Oecomys simplex" gebruikt voor een soort van Oecomys uit het midden van Brazilië. Deze identificatie was echter incorrect; H. simplex heeft niets met Oecomys te maken. In 1921 beschreef de Brit Oldfield Thomas de soort Oryzomys wavrini uit Paraguay, die in de volgende decennia als een afwijkende soort van Oryzomys werd gezien, maar in 1959 door de Amerikaan Philip Hershkovitz in een apart geslacht, Pseudoryzomys, werd geplaatst. Hershkovitz zag in het dier een lid van de groep van de Phyllotini (waar ook Calomys toe behoort), niet een lid van de Oryzomyini (rijstratten, waaronder Oryzomys), een mening die daarna meestal werd gevolgd. Geleidelijk werd er wat meer bekend over deze zeldzame soort en in 1975 kreeg de populatie in Bolivia een aparte ondersoortnaam, Pseudoryzomys wavrini reigi, omdat deze dieren iets groter zijn dan die uit Paraguay.
In 1980 werd er gesuggereerd dat Winges Hesperomys simplex en de levende Pseudoryzomys wavrini identiek zijn en een studie uit 1991 door de Amerikaanse zoölogen Voss en Myers van Winges oorspronkelijke materiaal bevestigde dit. Sindsdien wordt de soort Pseudoryzomys simplex (Winge, 1887) genoemd, omdat simplex de oudere soortnaam is; Oryzomys wavrini Thomas, 1921 and Pseudoryzomys wavrini reigi Pine & Wetzel, 1975 zijn synoniemen. Voss en Myers herevalueerden ook de verwantschappen van Pseudoryzomys en zagen meer overeenkomsten met de rijstratten dan met de Phyllotini, maar plaatsten het geslacht niet formeel in de rijstratten in de afwezigheid van solide gegevens om een verwantschap tussen Pseudoryzomys en de rijstratten te ondersteunen. Toen de rijstratten twee jaar later formeel werden gekarakteriseerd door Voss en Carleton, werd Pseudoryzomys wel in de groep geplaatst. Pseudoryzomys heeft, net als enkele andere geslachten, geen volledige mesoloph (een bepaalde richel op de kiezen) en dit kenmerk werd eerder als noodzakelijk beschouwd om in de rijstratten geplaatst te worden, maar deze geslachten delen een aantal andere belangrijke kenmerken met andere rijstratten en het wordt nu als aannemelijk gezien dat ze hun mesoloph onafhankelijk van andere soorten zonder mesoloph gereduceerd hebben. Uit het onderzoek in de jaren 90 kwam geleidelijk het beeld naar voren van een verwantschap tussen Pseudoryzomys en twee andere mesolophloze geslachten, Lundomys en Holochilus. Een breed morfologisch en moleculair cladistisch onderzoek naar de rijstratten in 2006 ondersteunde de verwantschap tussen deze drie geslachten sterk. Ook de uitgestorven geslachten Noronhomys en Carletonomys behoren tot deze zelfde groep. Samen behoren deze geslachten tot een grote groep rijstratten ("clade D") die nog tientallen andere soorten omvat, waaronder ook enkele andere die net als Pseudoryzomys en zijn verwanten zich tot op zekere hoogte aan een leven in het water aangepast hebben. Volgens morfologische gegevens is het geslacht Oryzomys de nauwste verwant van de Holochilus-Lundomys-Pseudoryzomys-groep, maar DNA-sequentiegegevens van het gen IRBP ondersteunen deze verwantschap niet.

## Beschrijving
P. simplex is een onopvallende, middelgrote rat met een lange, zachte vacht die aan de bovenkant van het lichaam bruingrijs en aan de onderkant geelbruin is, met een geleidelijke overgang. De kleine oren zijn kort behaard. De voeten zijn bedekt met bleke haren. De achtervoeten zijn lang en smal. De eerste en vijfde teen zijn kort. Tussen de tweede, derde en vierde teen zitten korte zwemvliezen. De staart is even lang als of wat langer dan het lichaam en is van boven donker en van onderen licht. Ondanks de korte beharing zijn de schubben duidelijk zichtbaar. Er zijn vier paren van mammae en er is geen galblaas, twee belangrijk kenmerken voor de rijstratten. De kop-romplengte bedraagt 94 tot 140 mm, de staartlengte 102 tot 140 mm, de lengte van de achtervoet 27 tot 33 mm, de oorlengte 13 tot 19 mm en het gewicht 45 tot 55 g. Het karyotype bedraagt 2n = 56, FN = 54.
Het voorste deel van de schedel is kort en het interorbitale gedeelte is smal. De foramina incisiva zijn lang en smal. De schedel bezit een aantal typische rijstratkenmerken: het harde verhemelte (palatum) is lang, er is geen strot van het os sphenoides en er is geen uitsteeksel van het os squamosum in contact met het tegmen tympani. Net als zijn nauwe verwanten, Lundomys en Holochilus, heeft Pseudoryzomys een stekelachtig uitsteeksel aan de zygomatische plaat. Ook de relatief simpele gaatjes aan de zijkant van het achterste deel van het palatum ondersteunen de verwantschap met de twee andere geslachten.
De tanden bezitten sterke knobbels en weinig extra richels. De knobbels van de kiezen in de bovenkaak zijn tegenoverstaand, in de onderkaak staan de knobbels aan de buitenkant van de kaak iets verder naar voren. De anteroloph ontbreekt op de eerste kies in de bovenkaak (M1), maar er is een korte mesoloph aanwezig, die niet zoals bij andere rijstratten tot de rand van de tand reikt, maar slechts een kort uitsteeksel vanaf het midden van de tand vormt. De mesolophid, de overeenkomstige structuur in de onderkiezen, ontbreekt volledig. De posteroflexid op de derde kies in de onderkaak (m3), de achterste vallei tussen knobbels op de kies, is zeer gereduceerd. Een aantal kenmerken van de tanden, versimpelingen ten opzichte van het voorouderlijke patroon in de rijstratten, ondersteunt ook de verwantschap met Holochilus en Lundomys. Het gebit van Pseudoryzomys is een stap in de overgang van de laagkronige, complexe kiezen van de meeste rijstratten naar de hoogkronige, simpele kiezen van Holochilus.

## Verspreiding en variatie
P. simplex komt voor van het noordoosten van Argentinië, waarschijnlijk tot ongeveer 30°ZB, noordelijk door het westen van Paraguay tot Oost-Bolivia en vandaar oostelijk door Brazilië in de staten Mato Grosso, Goiás, Tocantins, Minas Gerais, São Paulo, Bahia en ver in het noordoosten Alagoas en Pernambuco. Er bestaat enige geografische variatie: dieren uit Paraguay zijn kleiner dan die uit Bolivia en Brazilië en de huiden van Boliviaanse exemplaren zijn donkerder dan die uit Paraguay. Deze verschillen worden echter te klein geacht om ondersoorten op te onderscheiden. Ook bij bepaalde vleermuizen zijn dieren uit de Chaco (onder andere delen van Paraguay) kleiner en lichter van kleur. P. simplex is een zeldzame soort, waarvan slechts weinig exemplaren bekend zijn; Voss en Myers hadden de beschikking over minder dan 50 exemplaren van de soort voor hun studie (inclusief het fragmentarische materiaal van Lund uit Lagoa Santa).
Uit Cueva Tixi, verder naar het zuiden in Argentinië (provincie Buenos Aires), is een subfossiele fragmentarische onderkaak van "Pseudoryzomys aff. P. simplex" bekend (een onbenoemde, nauw aan P. simplex verwante soort). Deze dateert uit het eerste millennium na Christus. De kenmerken van de kaak komen overeen met die van P. simplex, maar de totale lengte van de kiezen in de onderkaak is vrij groot (5,78 mm; 4,61 tot 5,60 mm in drie exemplaren van P. simplex) en de kiezen zijn relatief smal (breedte van de eerste kies 1,28 mm; 1,30 tot 1,40 mm in vijf P. simplex).
De soort leeft in niet-bebost, meestal vochtig laagland. In Argentinië is het vooral een soort van de oostelijke Chaco, in Brazilië komt hij voor in de Cerrado en Caatinga. De meeste exemplaren waarvoor habitatgegevens bekend zijn, zijn in grasland op de grond gevangen, nooit ver van water; een Argentijns exemplaar komt uit een dichtbegroeid moeras. Pseudoryzomys simplex wordt voor zover bekend niet bedreigd en wordt door de IUCN als "veilig" geclassificeerd.